# Mary-Sophie Harvey
Pour les articles homonymes, voir Harvey.
Mary-Sophie Harvey, née le 11 août 1999 à Laval, est une nageuse canadienne.

## Carrière
Mary-Sophie Harvey est médaillée d'argent du 200 mètres 4 nages et du relais 4 x 200 mètres nage libre et médaillé de bronze du 4 x 100 mètres nage libre aux Championnats du monde juniors de natation 2015 à Singapour.
Aux Jeux panaméricains de 2019 à Lima, elle est médaillée d'argent du 200 mètres papillon, du 4 x 200 mètres nage libre et du 4 x 100 mètres 4 nages ainsi que médaillée de bronze du 400 mètres 4 nages.
Harvey est sélectionnée pour les Jeux olympiques d'été de 2020 à Tokyo dans la discipline du 4 x 200 mètres nage libre en relais. Elle fait partie du relais canadien terminant quatrième des séries, place qualificative pour la finale (où elle ne nage pas) qui se conclut sur une quatrième place des Canadiennes. 
En juillet 2023, la nageuse a représenté le Canada aux Championnats du monde à Fukuoka, au Japon. Elle a nagé trois épreuves individuelles : le 100 mètres nage libre, le 200 mètres 4 nages et le 200 mètres nage libre.

## Palmarès

### Championnats du monde en grand bassin
- Championnats du monde 2022 à Budapest :
  -  Médaille de bronze du relais 4 × 200 m nage libre (participe uniquement aux séries).
- Championnats du monde 2023 à Fukuoka :
  -  Médaille de bronze du relais 4 × 100 m quatre nages (participe uniquement aux séries).
- Championnats du monde 2025 à Singapour :
  -  Médaille de bronze du 200 m quatre nages.